# Tubi (servizio di streaming)
Tubi è un servizio di streaming statunitense di proprietà di Fox Corporation. Il servizio è stato lanciato per la prima volta nell'aprile 2014 e ha sede a Los Angeles, in California.

## Storia
Tubi è stata fondata da Farhad Massoudi e Thomas Ahn Hicks di AdRise a San Francisco, lanciato nel 2014 come servizio gratuito. Nel giugno 2019, Tubi ha annunciato di avere oltre 20 milioni di utenti mensili attivi, e successivamente a settembre, la società ha riferito che gli utenti avevano trasmesso in streaming 132 milioni di ore di contenuti.
Sandy Grushow, ex presidente della Fox TV, è membro del comitato consultivo.
Nel 2019, il CEO Farhad Massoud ha annunciato che Tubi avrebbe quasi raddoppiato la sua spesa del 2018 per contenuti in licenza, quasi 100 milioni. Nel febbraio 2019, Tubi ha firmato un accordo di distribuzione con NBCUniversal, che include 400 episodi TV e film.
Nel febbraio 2020, Fox Corporation avrebbe avviato trattative per l'acquisizione di Tubi. Il 17 marzo Fox ha annunciato l'acquisizione della società per $ 440 milioni. L'accordo si è ufficialmente concluso il 20 aprile.

## Espansione Territoriale
Tubi è diventato inaccessibile in tutta Europa a seguito dell'entrata in vigore del GDPR il 25 maggio 2018.
Tubi è stato lanciato ufficialmente in Australia il 1º settembre 2019.
Nel gennaio 2020, Tubi ha annunciato un'espansione in Messico, in collaborazione con TV Azteca.

## Programmazione
La programmazione di Tubi include film e serie televisive da vari fornitori di contenuti. Oltre a Fox Entertainment, altri provider hanno incluso Metro-Goldwyn-Mayer, Paramount Pictures, Lionsgate, Sony Pictures, Warner Bros., Studio 100, Shout! Factory, Nelvana, WildBrain, 9 Story Media Group, Your Family Entertainment, Bridgestone Multimedia, Funimation, Viz Media e The Walt Disney Company.